# Côtes-de-Fer
Côtes-de-Fer (Haïtiaans-Creools: Kòt Defè) is een stad en gemeente in Haïti met 87.000 inwoners. De plaats ligt aan de Caribische Zee, 51 km ten westen van de stad Jacmel. De gemeente maakt deel uit van het arrondissement Bainet in het departement Sud-Est.
Er wordt koffie, bananen, tabak en katoen verbouwd. Ook is er een vissershaven. Verder wordt er magnesium gevonden.

## Indeling
De gemeente bestaat uit de volgende sections communales:
| Nr. | Naam          | Km²   | Inw.2015 |
| --- | ------------- | ----- | -------- |
| 1   | Gris Gris     | 66,54 | 17.000   |
| 2   | Labiche       | 24,64 | 7.769    |
| 3   | Bras Gauche   | 6,27  | 2.741    |
| 4   | Amazone       | 13,55 | 4.079    |
| 5   | Boucan Bélier | 11,68 | 3.559    |
| 6   | Jamais Vu     | 39,35 | 13.889   |